# Júlio Fortunato
Júlio Fortunato – dominikański bokser, brązowy medalista igrzysk Ameryki Środkowej i Karaibów w San Juan z roku 1966.

## Kariera
W 1966 roku Fortunato zajął trzecie miejsce w kategorii koguciej na igrzyskach Ameryki Środkowej i Karaibów, które rozgrywane były w San Juan. W półfinale Fortunato przegrał na punkty z Nikaraguańczykiem Reynaldo Solorzano. W walce o brązowy medal pokonał reprezentanta gospodarzy Josue Marqueza.